# Clément Depres
Clément Depres est un footballeur français né le 25 novembre 1994 à Nîmes. Il évolue au Nîmes Olympique au poste d'attaquant.

## Biographie
Le 11 mai 2018, à l'occasion du dernier match de la saison 2017-2018 de Ligue 2, il inscrit un but à la 87e minute, permettant au Nîmes Olympique d'assurer le record du nombre de buts inscrits sur une saison de Ligue 2 (75 buts).
Le 11 août 2018, il marque un doublé lors de son premier match en Ligue 1 durant la première journée marquant le retour des Nîmois dans l'élite du football français permettant au Nîmes Olympique d'arracher la victoire face au SCO d'Angers. Il perd finalement le bénéfice de son second but, transformé en but contre son camp de la part d'un joueur adverse. Il inscrit son second but de la saison le 16 décembre 2018 à l'occasion de la réception du LOSC Lille Association.
En juillet 2024, Depres s'engage en faveur du club thaïlandais du Ratchaburi FC.

## Statistiques
Le tableau ci-dessous retrace la carrière de Clément Depres depuis ses débuts :
| Saison                | Club                  | Championnat           | Championnat | Championnat | Coupe nationale | Coupe nationale | Coupe de la Ligue | Coupe de la Ligue | Total | Total |
| Saison                | Club                  | Division              | M.          | B.          | M.              | B.              | M.                | B.                | M.    | B.    |
| 2014-2015             | Nîmes Olympique       | Ligue 2               | 4           | 0           | 1               | 0               | 0                 | 0                 | 5     | 0     |
| 2015-2016             | Nîmes Olympique       | Ligue 2               | 7           | 0           | 1               | 0               | 0                 | 0                 | 8     | 0     |
| 2016-2017             | Nîmes Olympique       | Ligue 2               | 5           | 0           | 0               | 0               | 1                 | 0                 | 6     | 0     |
| 2016-2017             | LB Châteauroux        | National              | 8           | 1           | 3               | 5               | 0                 | 0                 | 11    | 6     |
| 2017-2018             | Nîmes Olympique       | Ligue 2               | 19          | 2           | 2               | 0               | 1                 | 0                 | 22    | 2     |
| 2018-2019             | Nîmes Olympique       | Ligue 1               | 14          | 2           | 0               | 0               | 1                 | 0                 | 15    | 2     |
| Total sur la carrière | Total sur la carrière | Total sur la carrière | 57          | 5           | 7               | 5               | 3                 | 0                 | 67    | 10    |

## Palmarès
- Championnat de France de Ligue 2
  - Vice-champion 2018 (avec le Nîmes Olympique)

- Championnat de France de National
  - Champion 2017 (avec LB Châteauroux)